# Vega de Juárez, Siltepec
Vega de Juárez är en ort i Mexiko.   Den ligger i kommunen Siltepec och delstaten Chiapas, i den sydöstra delen av landet, 800 km sydost om huvudstaden Mexico City. Vega de Juárez ligger 1 475 meter över havet och antalet invånare är 394.
Terrängen runt Vega de Juárez är kuperad åt nordväst, men åt sydost är den bergig. Terrängen runt Vega de Juárez sluttar norrut. Runt Vega de Juárez är det ganska glesbefolkat, med 50 invånare per kvadratkilometer. Närmaste större samhälle är El Porvenir de Velasco Suárez, 18,0 km sydost om Vega de Juárez. I omgivningarna runt Vega de Juárez växer huvudsakligen savannskog.